# Choi choi lưng hung

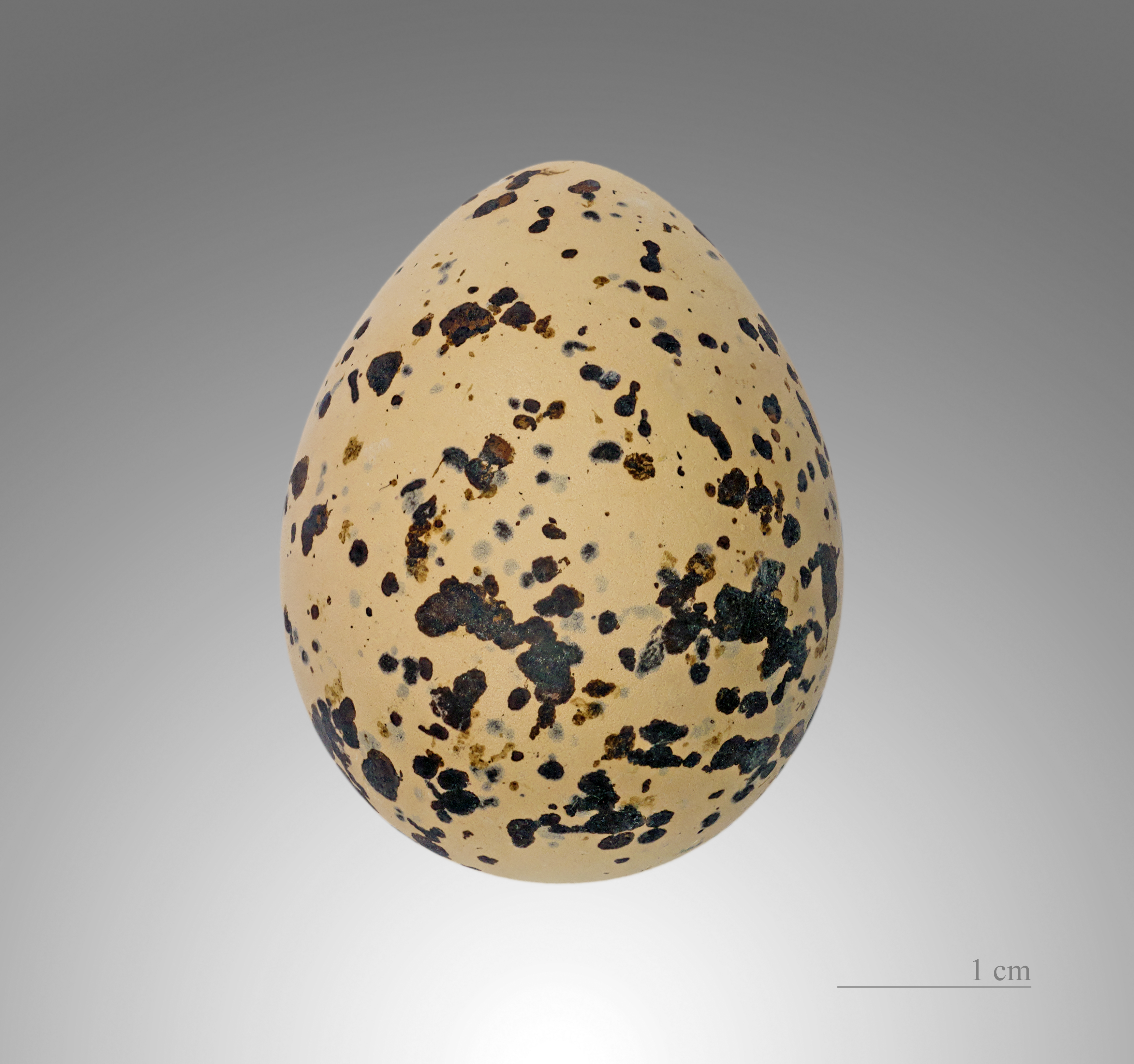
Charadrius leschenaultii

Choi choi lưng hung (tên khoa học: Charadrius leschenaultii) là một loài chim trong họ Charadriidae.

## Hình ảnh

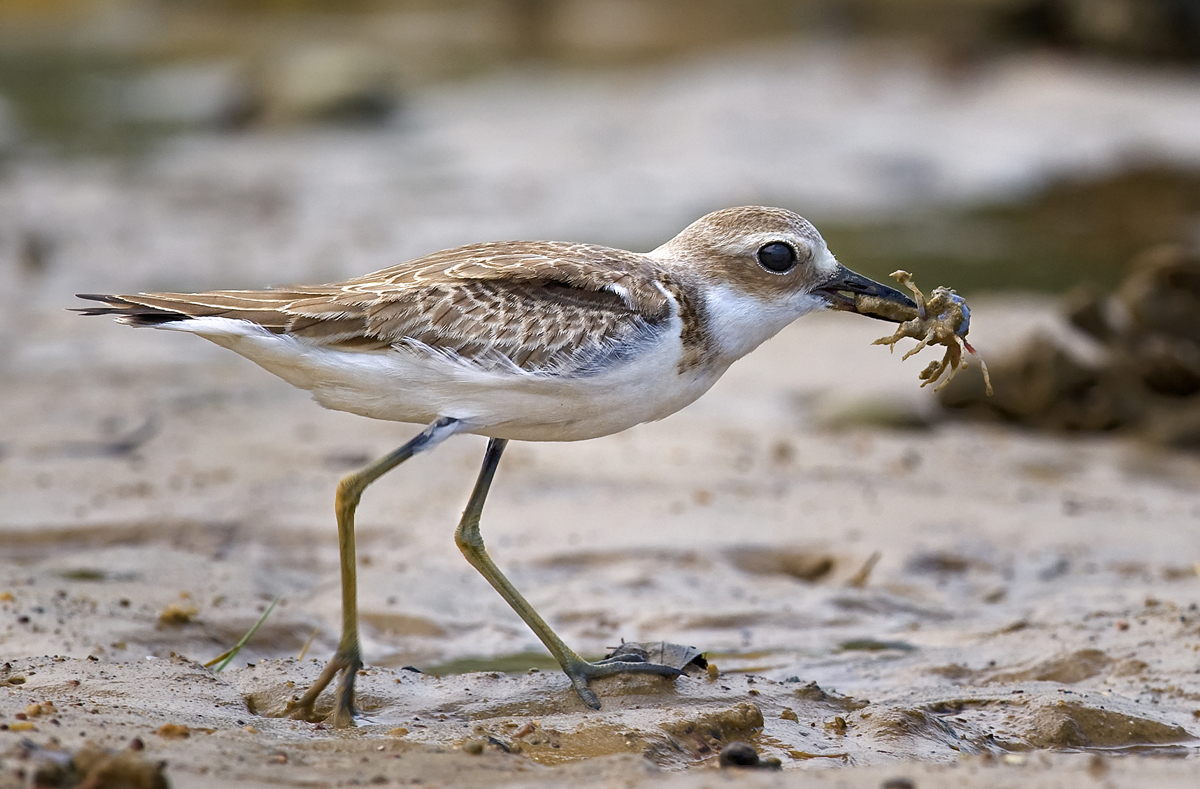
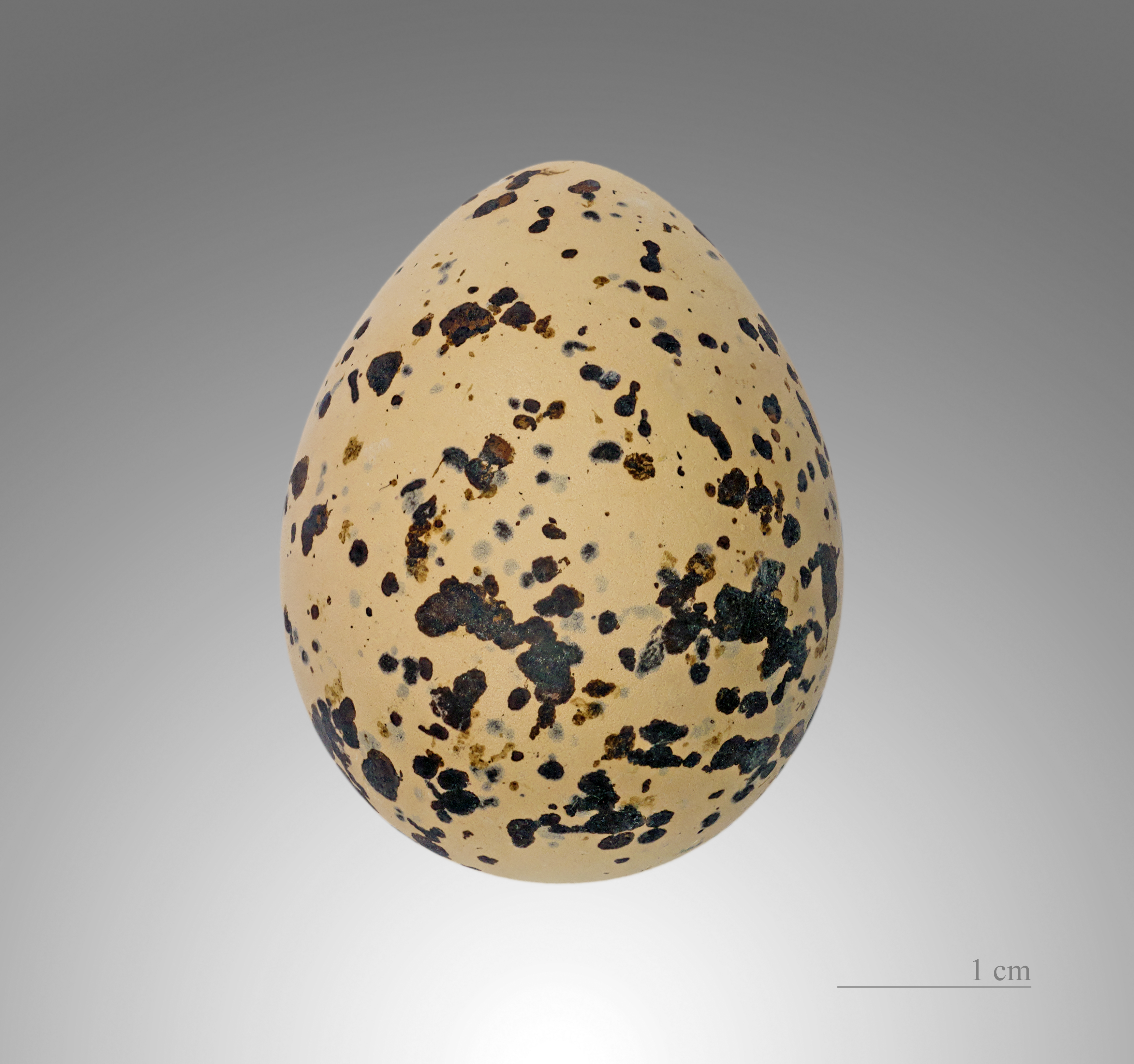
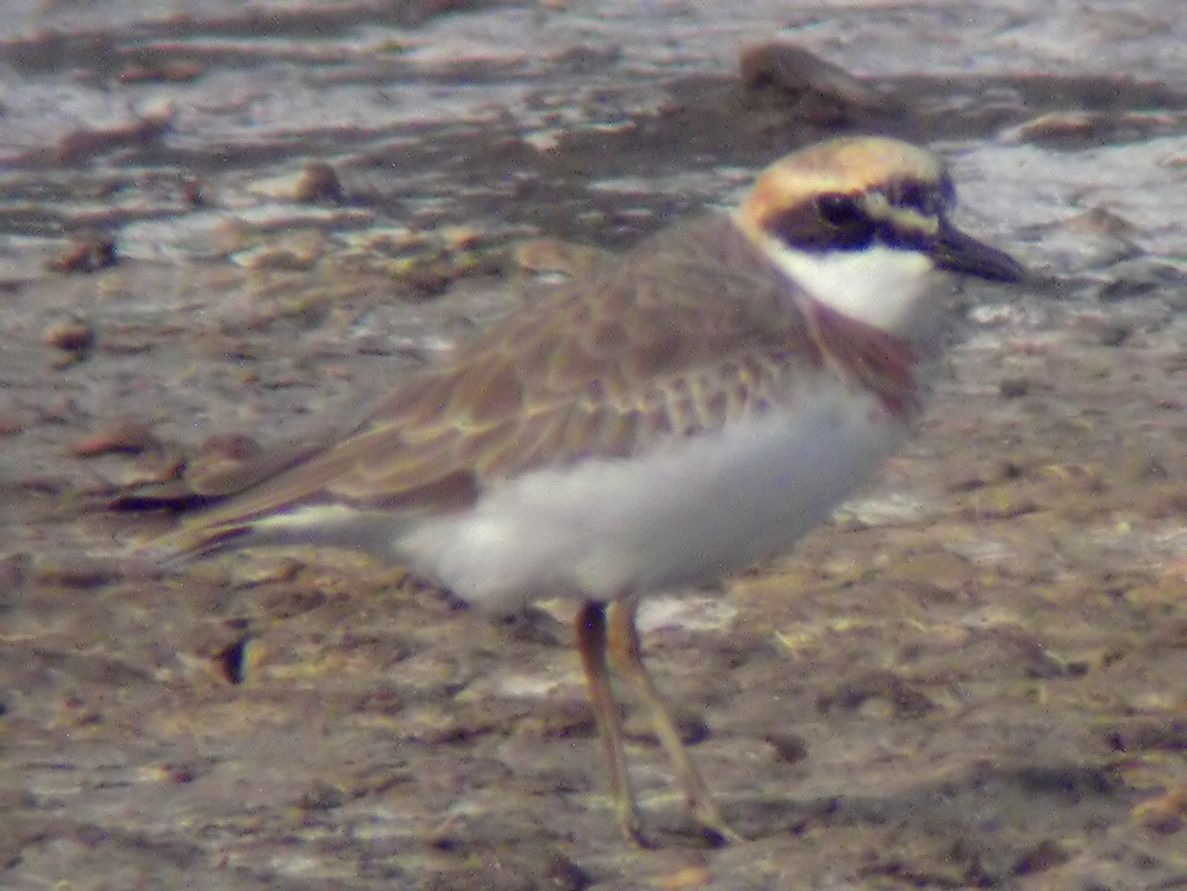